# Phebellia demens
Phebellia demens är en tvåvingeart som först beskrevs av Robineau-desvoidy 1863.  Phebellia demens ingår i släktet Phebellia och familjen parasitflugor.
Artens utbredningsområde är Frankrike. Inga underarter finns listade i Catalogue of Life.